# Autobahndreieck Friedrichsthal
Das Autobahndreieck Friedrichsthal (Abkürzung: AD Friedrichsthal; Kurzform: Dreieck Friedrichsthal) ist ein Autobahndreieck im Saarland. Hier beginnt die Bundesautobahn 623, indem sie von der Bundesautobahn 8 (Saarland – Stuttgart – München – Salzburg) abzweigt.

## Geographie
Das Dreieck liegt auf dem Stadtgebiet von Sulzbach im Regionalverband Saarbrücken. Die umliegenden Städte und Gemeinden sind Friedrichsthal, Quierschied und Sankt Ingbert. Es befindet sich etwa 10 km nordöstlich von Saarbrücken, etwa 10 km westlich von Neunkirchen/Saar und etwa 60 km südöstlich von Trier.
Das Autobahndreieck Friedrichsthal trägt auf der A 8 die Nummer 20 und auf der A 623 die Nummer 1.

## Ausbauzustand und Bauform
Die A 8 ist in diesem Bereich, genau wie die A 623, vierstreifig ausgebaut. Alle Überleitungen sind einstreifig.
Das Autobahndreieck wurde in Form einer rechtsgeführten Trompete gebaut.

## Verkehrsaufkommen
| Von                               | Nach                          | Durchschnittliche tägliche Verkehrsstärke | Durchschnittliche tägliche Verkehrsstärke | Durchschnittliche tägliche Verkehrsstärke | Anteil Schwerlastverkehr | Anteil Schwerlastverkehr | Anteil Schwerlastverkehr |
| Von                               | Nach                          | 2005                                      | 2010                                      | 2015                                      | 2005                     | 2010                     | 2015                     |
| --------------------------------- | ----------------------------- | ----------------------------------------- | ----------------------------------------- | ----------------------------------------- | ------------------------ | ------------------------ | ------------------------ |
| AS Friedrichsthal-Bildstock (A 8) | AD Friedrichsthal             | 54.400                                    | 51.400                                    | 36.500                                    | 13,4 %                   | 07,0 %                   | 13,2 %                   |
| AD Friedrichsthal                 | AS Elversberg (A 8)           | 53.800                                    | 52.600                                    | 52.600                                    | 12,6 %                   | 12,3 %                   | 10,5 %                   |
| AD Friedrichsthal                 | AS Sulzbach-Altenwald (A 623) | 37.100                                    | 33.400                                    | 33.200                                    | 04,9 %                   | 04,6 %                   | 04,7 %                   |